# Zoúzouli
Zoúzouli, en grec moderne : Ζούζουλη, est un village du dème de Nestório, district régional de Kastoriá, en Macédoine-Occidentale, Grèce.
Selon le recensement de 2011, la population du village s'élève à 44 habitants.